# Ribera de San Juan de las Abadesas
Ribera de San Juan de las Abadesas es una entidad de población española del municipio de San Juan de las Abadesas, perteneciente a la provincia de Gerona, en la comunidad autónoma de Cataluña.

## Historia
Hacia mediados del siglo XIX, el lugar, por entonces con ayuntamiento propio, tenía contabilizada una población de 419 habitantes. Aparece descrito en el decimotercer volumen del Diccionario geográfico-estadístico-histórico de España y sus posesiones de Ultramar de Pascual Madoz con las siguientes palabras:

-RIBERA ó PARR. DE SAN JÚAN DE LAS ABADESAS: felig. con ayunt. en la prov. de Gerona, part. jud. de Ribas, aud. terr., c. g. de Barcelona, dióc, de Vich. Esta población consta de unas 200 casas diseminadas en un valle a los alrededores de la v. de San Juan, en terreno la mayor parte llano, que en su long. atraviesa el r. Ter. Su igl. es aneja de la de San Juan; y tiene una ermita dedicada á Sta, Magdalena de la Parella. El térm. confina N. Surrocá; E. San Pablo Segures y San Juan de las Abadesas; S. Vallfogona, y O. Ripoll. El terreno, prod. y demas (V. Abadesas San Juan de las). pobl.:78 vec., 419 alm. cap. prod.: 7.026,400. imp: 175,660.
(Madoz, 1849, p. 467)

El municipio de Ribera de San Juan de las Abadesas desapareció de cara al censo de España de 1877, al incorporarse al de San Juan de las Abadesas.

## Demografía
| Gráfica de evolución demográfica de Ribera de San Juan de las Abadesas entre 1842 y 1860 |
| |
| Población de derecho según los censos de población del INE Población de hecho según los censos de población del INEEn 1877 este municipio desaparece porque se integra en el municipio San Juan de las Abadesas |